# Tullio Passarelli
Tullio Passarelli (Roma, 1869 – 1941) è stato un architetto italiano.

## Biografia
Tullio Passarelli nacque a Roma nel 1869, dove si laureò. Ebbe cinque figli: Vincenzo, Fausto, Lucio, Giuseppe e Anna Maria. Fu esponente dell'eclettismo di Gaetano Koch, di cui fu allievo; fondò lo Studio Passarelli dove lo seguirono i suoi tre figli Vincenzo, Fausto e Lucio e, successivamente, i suoi nipoti Maria Passarelli, Tullio Passarelli e Tullio Leonori.
Per Roma progettò i porti fluviali, l'Istituto d'istruzione Superiore Salvini 24 (che all'epoca era Istituto delle Suore dei Sacri Cuori e dell’Adorazione), la Basilica di Santa Teresa d'Avila di Corso d'Italia (1901).
Morì a Roma nel 1941.